# Carl Steinacker
Pour les articles homonymes, voir Steinacker.
Carl Steinacker, également appelé Karl Steinacker, né en 1785 à Leipzig et mort le 18 janvier 1815 à Vienne, est un compositeur et maître de chapelle à Vienne.

## Biographie
Carl Steinacker naît en 1785 à Leipzig. Fils d'un libraire de Leipzig, il se consacre au commerce de son père et occupe déjà une bonne place dans la librairie de Göschen, lorsque son amour de la musique, pour laquelle il s'enthousiasme dès sa jeunesse, l'amène à abandonner sa situation actuelle et à se consacrer entièrement à son art favori. C'est ainsi qu'il se rend à Vienne pour se perfectionner dans ce domaine, où il écrit plusieurs opérettes et d'autres compositions. Parmi les premières, certaines qui sont représentées, comme Haine et Amour, La Vedette, sont bien accueillies; plusieurs de ses compositions de chansons sont également applaudies. Les guerres de libération l'appellent lui aussi aux armes, mais, malade et brisé, il reveint à Vienne pour y mourir le 18 janvier 1815 à l'âge de trente ans.
Toutes les sources qui parlent de lui notent que, bien que ses travaux portent encore des traces d'immaturité, son talent et son zèle sérieux justifiaient de belles espérances, qui ne devaient malheureusement pas se réaliser par sa mort prématurée.

### Biographie
: document utilisé comme source pour la rédaction de cet article.
- (de) Gustav Schilling, « Steinacker, Carl », dans Encyclopädie der gesammten musikalischen Wissenschaften, vol. supplément, F.H. Köhler, 1842, 568 p. (lire en ligne), p. 406.
- (de) « Steinacker, Carl », dans Universal-Lexikon der Tonkunst : Neue Hand-Ausgabe in einem Bande, Stuttgart, 1849, 918 p. (lire en ligne), p. 799.
- (de) Hermann Mendel, « Steinacker, Carl », dans Musikalisches Conversations-Lexikon : Eine Encyklopädie der gesammten musikalischen Wissenschaften, vol. 9, Berlin, Robert Oppenheim, 1878, 478 p. (lire en ligne), p. 418.
- (de) Constantin von Wurzbach, « Steinacker, Karl », dans Biographisches Lexikon des Kaiserthums Oesterreich, vol. 38, Vienne, L. C. Zamarski, 1879 (lire en ligne), p. 47. .
- (de) Josef Zuth, « Steinacker, Karl », dans Handbuch der Laute und Gitarre, Vienne, Verlage der Zeitschrift für die Gitarre, 1926, 296 p. (lire en ligne), p. 263.
- (de) Friedrich Schiller, « Steinacker, Carl », dans Schillers Werke, H. Böhlaus Nachf., 1943 (ISBN 9783740000318, lire en ligne), p. 407.
- Edmund Steinacker (de), Die Geschichte der Familie Steinacker in Deutsches Rolandbuch für Geschlechterkunde, herausgegeben vom "Roland" Verein zur Förderung der Stamm-, Wappen- und Siegelkunde E.V., 1. Band, Dresde, 1918, p. 325ff.
- Till Gerrit Waidelich, „Der vierjährige Posten (de)“ von Theodor Körner als Libretto „in der Art eines Finales“ für 21 Opern. Dans: Dietrich Berke (de) (dir.), Franz Schubert – Werk und Rezeption. Bericht über den Internationalen Schubert-Kongreß Duisburg 1997. Teil 2: Bühnen- und Orchesterwerke, Kammer- und Klaviermusik. Bärenreiter, Cassel, 2000,  (ISBN 3-7618-1477-1), (Schubert-Jahrbuch 1998), p. 57–77.